# Durba
Durba (ou Derba,) est une ville du centre de l'Éthiopie et un important site de production de ciment.
Durba se trouve une soixantaine de kilomètres au nord d'Addis-Abeba, aux coordonnées 9° 26′ N, 38° 39′ E, dans le nord du woreda Mulo, à proximité du canyon de la rivière Muger.
Le recensement national de 2007 ne cite que l’agglomération de Mulo dans le woreda de même nom ce qui laisse supposer que la population de Durba était inférieure à 2 000 habitants à l’époque et que l’agglomération s’est développée dans les années 2010[réf. souhaitée].
Initialement rattaché à la zone Nord Shewa de la région Oromia, l'ensemble du woreda Mulo fait désormais partie de la zone spéciale Oromia-Finfinnee qui entoure Addis-Abeba.
Le Muger Cement Football Club est basé à Durga.